# Erkertshofen

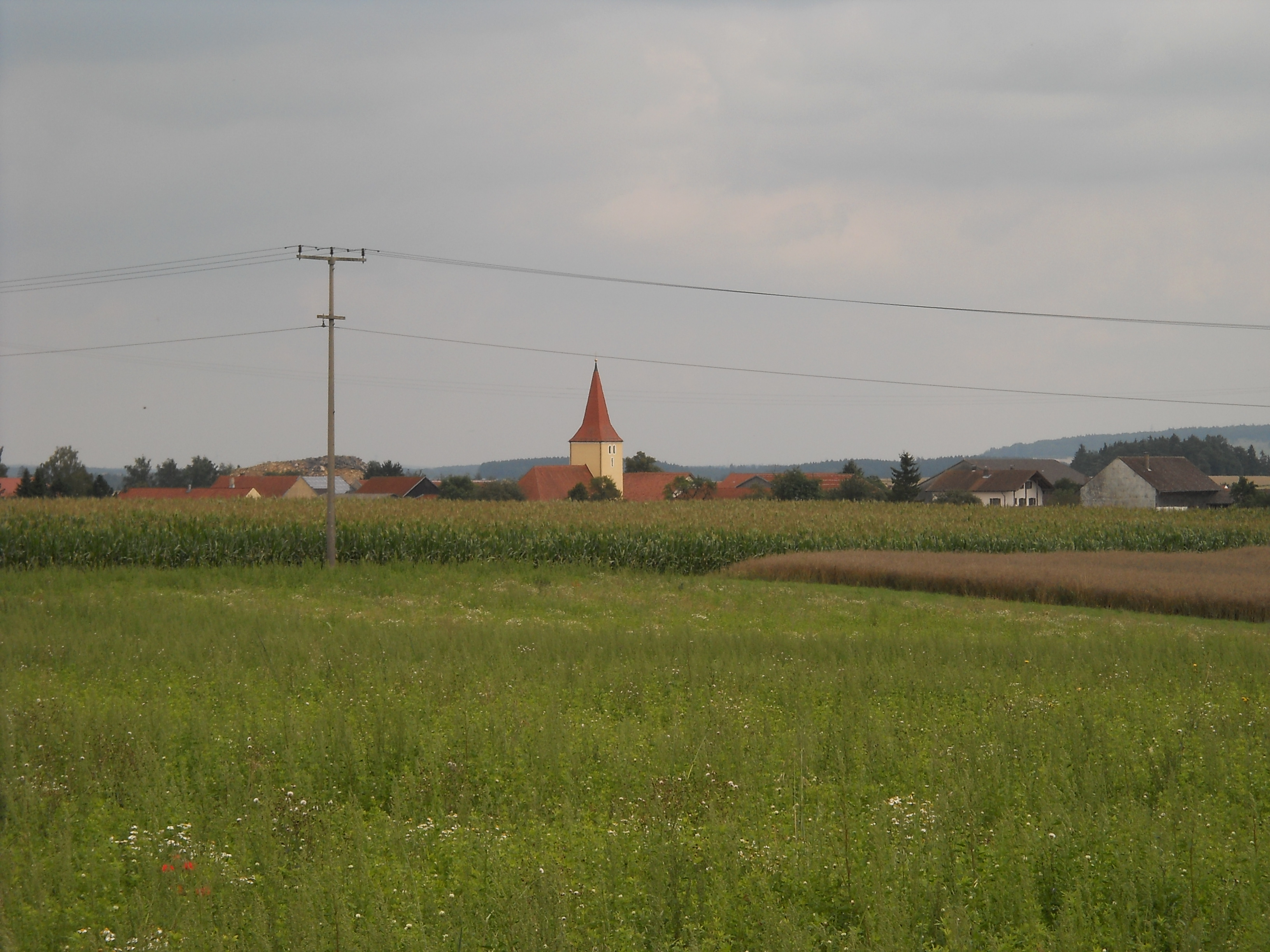
Erkertshofen

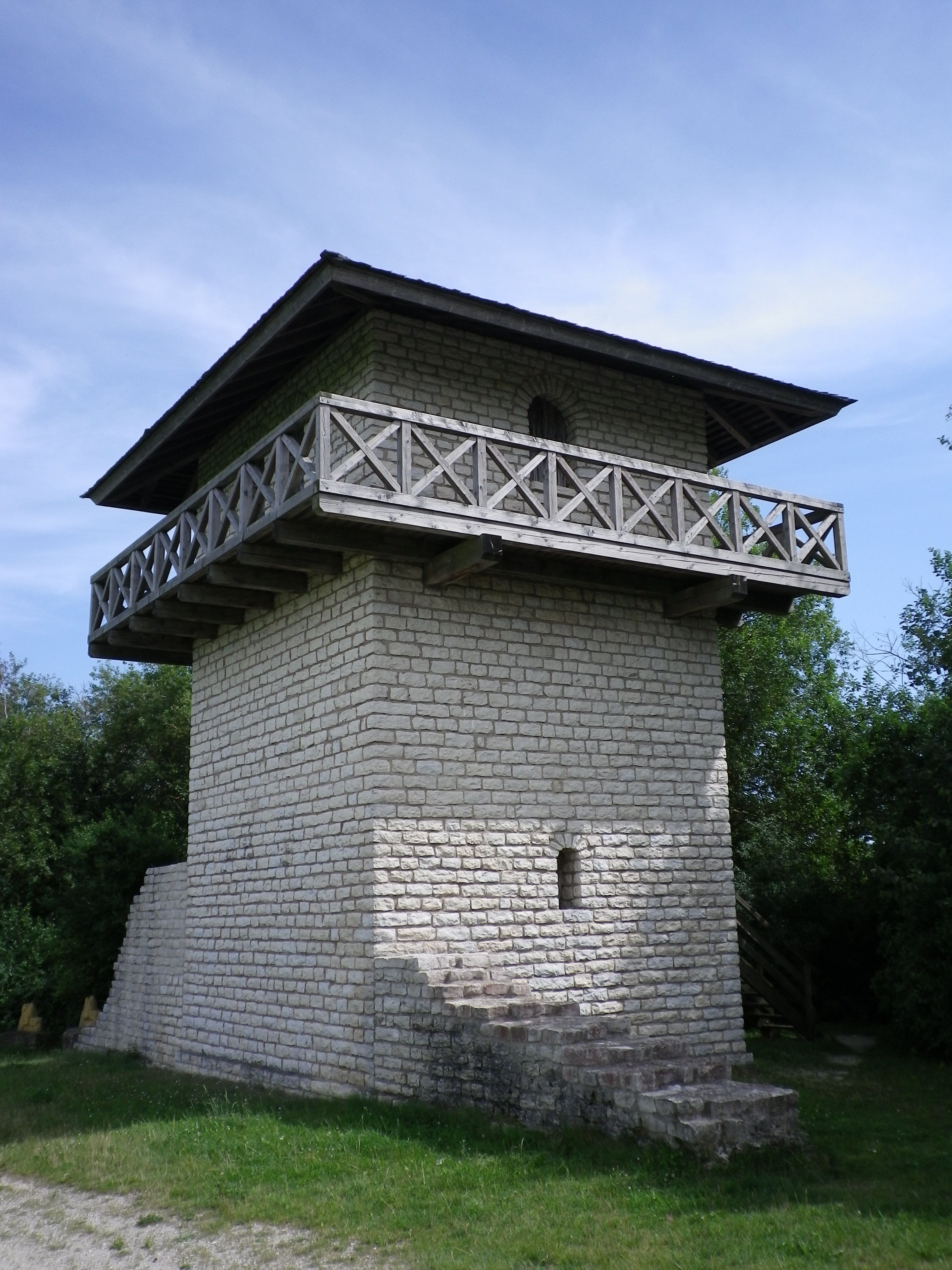
Limesturm in Erkertshofen

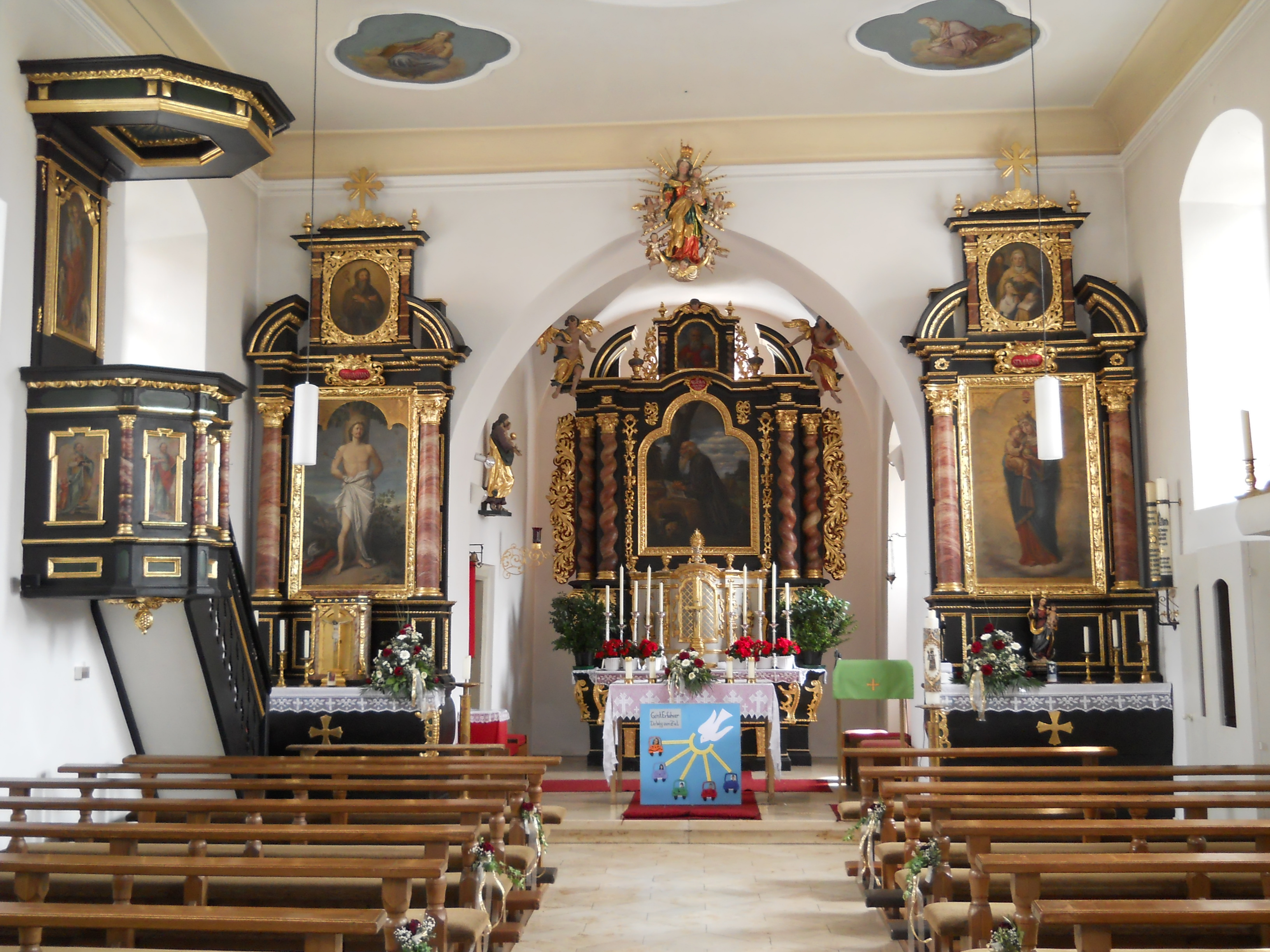
Die überwiegend barocke Ausstattung der Kirche von Erkertshofen

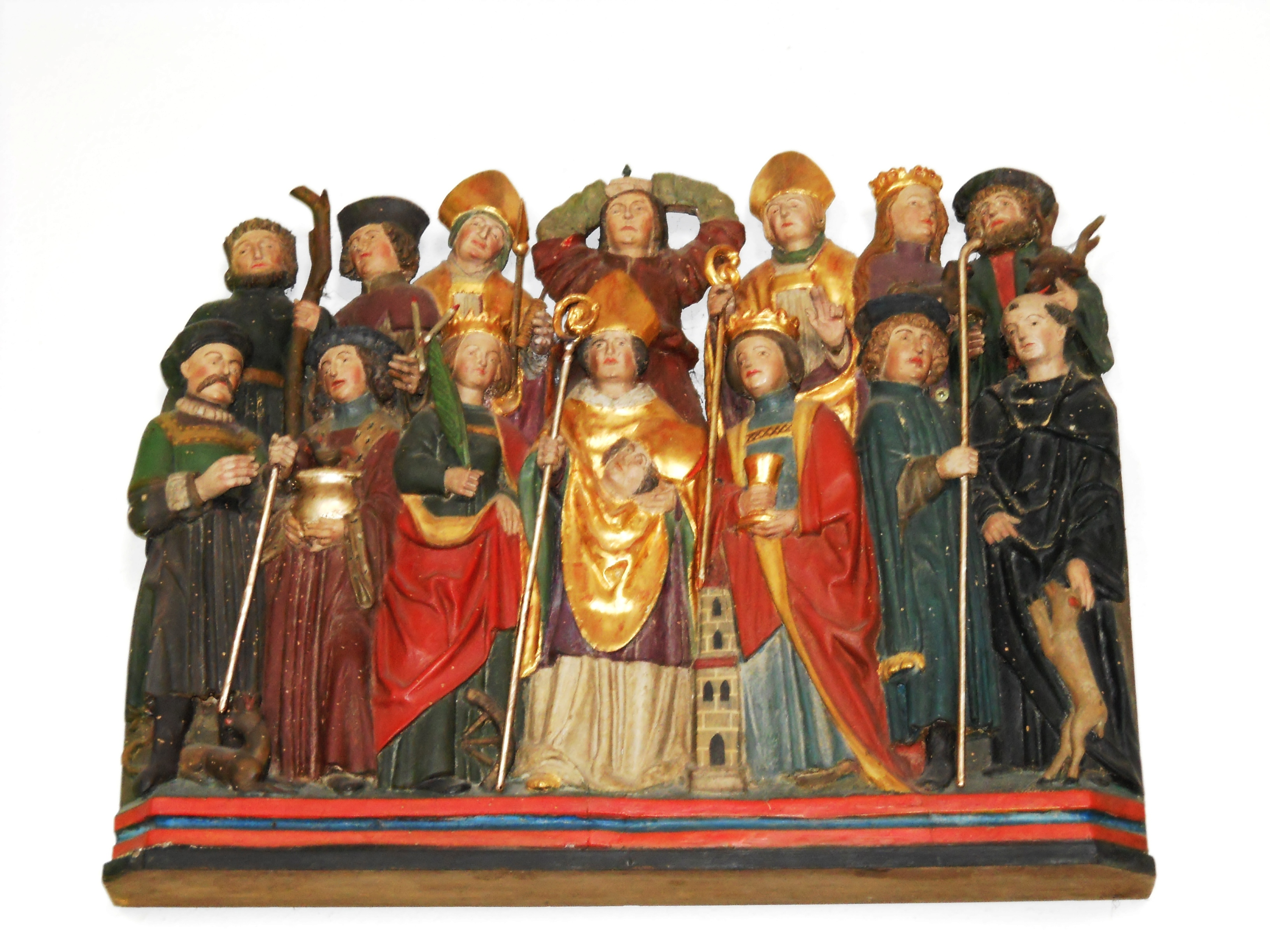
Holzrelief der 14 Nothelfer (um 1520)

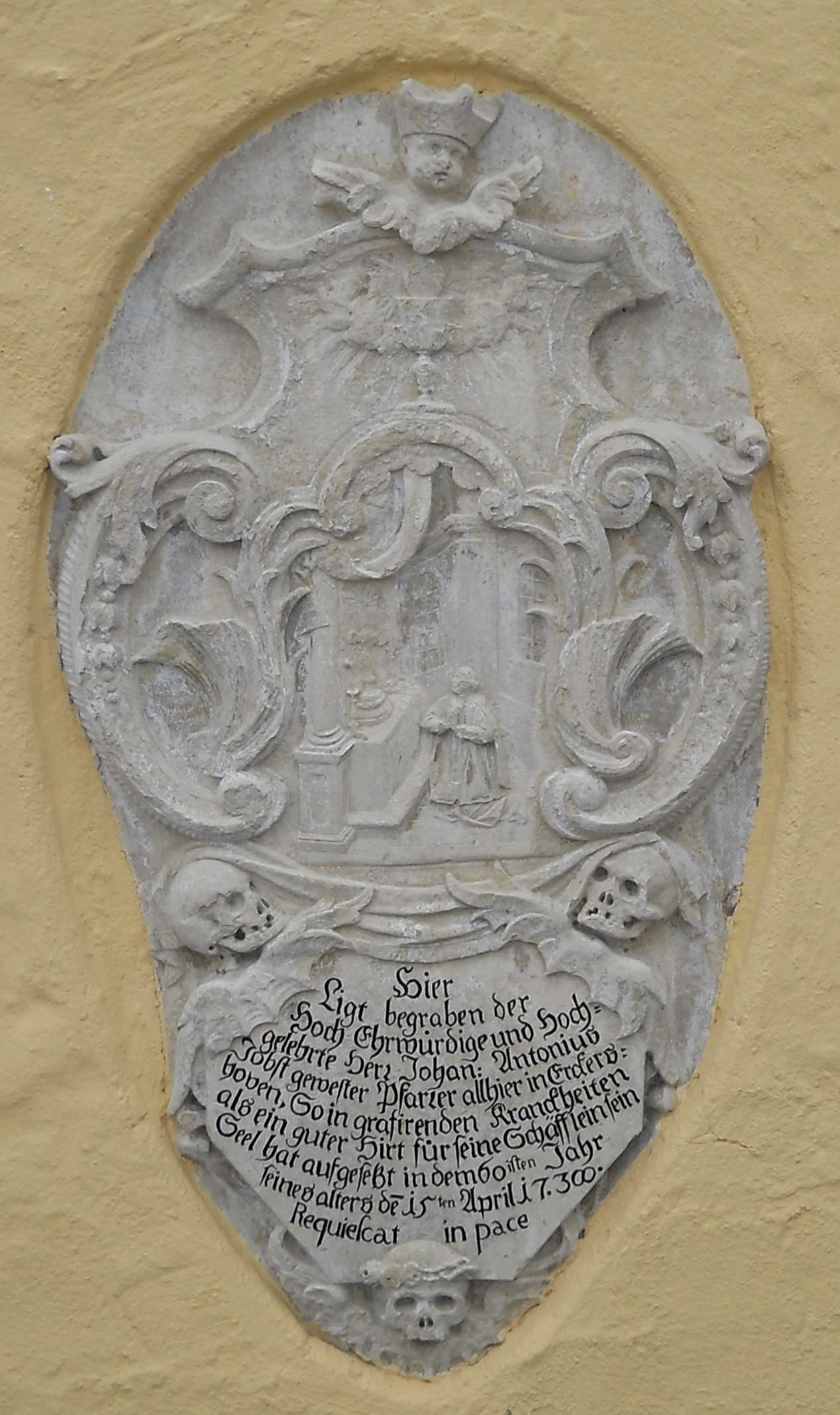
Barock-Epitaph für Pfarrer Jobst

Erkertshofen (bairisch Aggatshofa) ist ein Gemeindeteil des Marktes Titting im Landkreis Eichstätt im Naturpark Altmühltal.

## Lage
Das Pfarrdorf liegt auf der Hochfläche der Südlichen Frankenalb südlich des Anlautertals an der Verbindungsstraße Titting–Wachenzell 527 Meter über Normalnull. Die topographischen Daten lauten: 48,9786 Breiten- und 11,2223 Längengrad.

## Geschichte
Bei dem Ort wurden Grabhügel aus der Hallstattzeit (Beginn der älteren Eisenzeit) gefunden; eine Hügelöffnung von 1836 mit drei Skeletten und mit Beigaben wurde detailliert beschrieben. 1963 wurde in der Flur Erkertshofen eine spektakuläre Grablege der Latènezeit (Keltenzeit) gefunden – ein reich ausgestattetes Kriegergrab mit eisernen Waffen.
Durch den Ort führt der obergermanisch-rätische Limes Kipfenberg–Weißenburg in Bayern, Strecke 14, im Volksmund auch als Pfahl oder Teufelsmauer bezeichnet. Ein steinerner, dreigeschossiger Beobachtungsturm dieses römischen Grenzwalles, der Wachposten 14/63, wurde im Rahmen des Römerprogrammes des Landkreises Eichstätt 1989–92 am östlichen Ortsrand in Anlehnung an eine Darstellung der Trajansäule in Rom wiedererrichtet, eingebunden in einen Limes-Lehrpfad. 1859 ließ der bayerische König Max II. zwischen Erkertshofen und Petersbuch ein steinernes Denkmal auf der Limesmauer errichten.
Der Ort hieß im Mittelalter Erckenbrechteshouen (Hof des Erckenbrecht/Erchambrecht?), dann Erckertshofen. In einer Urkunde von 1156 des Augustinerchorherrenstiftes Rebdorf findet sich ein „Armiger-Bawaffneter“ von Erkertshoven und damit die erste urkundliche Nennung des Ortes. 1210 vertauschte der Eichstätter Bischof Hartwig einen Hof und eine Mühle Erkertshofens vom Benediktinerkloster Reichenbach (bei Nittenau) gegen Weinberge bei Regensburg an das Eichstätter Domkapitel. 1239 bestätigte Papst Gregor IX. dem Kloster Rebdorf seinen Besitz in Erkertshofen. 1243 wird der Ortsadel der Herren „ab Erkertshoven“ erwähnt. In der Auseinandersetzung um das Hirschberger Erbe – 1305 war das Grafengeschlecht der Hirschberger, der Eichstätter Schutzvögte, mit Gebhard VII. ausgestorben – wurde der Ort bezüglich der Vogteirechte und der niederen Gerichtsbarkeit dem Eichstätter Bischof zugesprochen und dem Amt der Landvogtei Eichstätt mit Amtssitz auf der Willibaldsburg und dem Ehehaftsgericht Seuversholz eingegliedert. Davon unberührt blieben die Untertanen des Eichstätter Domkapitels auf acht Erkertshofener Höfen, die nach wie vor dem domkapitlischen Gericht in Wachenzell unterstanden, als wichtigste der Meier- und der Widdumhof. Entsprechend waren die Erkertshofener entweder dem Bischof oder dem Domkapitel steuer- und dienstbar. Ausnahme war ein einziger Hof, der bis zur Säkularisation 1803/06 dem „hochfürstlich brandenburgisch-ansbachischen Stiftsamt Wülzburg“ lehenbar war.
Ein Schulhaus gab es im Ort spätestens 1700; es wurde 1893 abgerissen. 1710 wurde Erkertshofen, zuvor Filiale vom Emsing im Anlautertal, eine eigenständige Pfarrei. 1806 bayerisch geworden, wurde Erkertshofen dem Landgericht Raitenbuch zugeteilt, das 1812 nach Greding verlegt wurde. 1862 wurde die Gemeinde dem Bezirksamt Beilngries zugeordnet und gehörte ab 1880 zum Bezirksamt Hiplotstein, später Landkreis Hilpoltstein. 1961 hatte die Gemeinde eine Fläche von 726,55 Hektar mit dem Pfarrdorf Erkertshofen als einzigem Ort, der 260 Einwohner in 50 Wohngebäuden hatte.
1965 wurde eine Flurbereinigung durchgeführt. Im Zuge der Gebietsreform wurde Erkertshofen am 1. Mai 1978 in den Markt Titting eingemeindet.
Der überwiegend landwirtschaftlich orientierte Ort hatte 1983 bei 303 Einwohnern zehn bäuerliche Vollerwerbs- und 29 Nebenerwerbsbetriebe. Um den Ort herum gibt es einige Jura-Marmor-Steinbrüche mit Betrieben, die die grobgebalkten Jurakalke verarbeiten. Südöstlich von Erkertshofen liegt eine abflusslose Senke mit mehreren Dolinen.
Um Erkertshofen (im Dialekt: Aggatshofa) ranken sich mehrere Sagen, gesammelt in den 1970er bis 1990er Jahren von Emmi Böck (abgedruckt im Titting-Buch S. 233–235).

## Kirchen und Kapellen
Die katholische Pfarrkirche St. Ägidius wurde unter dem Eichstätter Bischof Otto zwischen 1183 und 1195 geweiht. 1708 wurde die Kirche einschließlich des Turmes erneuert und weitgehend neu eingerichtet; die Seitenaltäre (mit jüngeren Altarblättern, links den hl. Sebastian, rechts die hl. Maria zeigend) und die Kanzel stammen aus dieser Zeit. 1904 kamen neue Altäre und Fresken in die Kirche. 1919/20 erfolgte eine Langhauserweiterung nach Westen. Eine Besonderheit weist der Ziegelhelm des ungegliederten Turmes auf, indem dieser an der Ostseite einen Turmerker in Fachwerkbauweise aufweist. Der Hochaltar birgt Elemente des barocken Vorgängeraltars aus dem frühen 18. Jahrhundert. Es sind einige spätgotische Holzfiguren vorhanden (St. Katharina, St. Barbara; gefasstes Holzrelief der 14 Nothelfer, um 1520), aber auch barocke Figuren (Rosenkranzmadonna am Chorbogen – nach Mader „eine gute Barockschöpfung“, Madonna mit dem Jesuskind, Statuetten der Hll. Willibald und Walburga – nach Mader „gute Figuren des frühen 18. Jahrhunderts“). An der Nordseite des Langhauses findet sich außen ein Frührokoko-Epitaph aus Kalkstein für den 1738 verstorbenen Pfarrer Johann Anton Jobst, „ein guter Hirt für seine Schäfflein“, geschaffen von dem Eichstätter Bildhauer Carl Johann Schorer.
Die Pfarrei, heute von Titting aus seelsorgerlich betreut, ist im Besitz eines Kreuzpartikels, gefasst in einem Reliquiar von 1730.
Am ehemaligen Pfarrhof findet sich das Steinwappen des Hochstifts zur Zeit des Fürstbischofs Johann Konrad von Gemmingen, bezeichnet 1603.
Bei der 1993 errichteten Kapelle „Willibaldsruh“ gibt es einen Gedenkstein von 1849.
1712 wurde bei Erkertshofen im Wald eine Antonius-Kapelle errichtet, die ein Altärchen um 1780 aufweist. 1912 erfolgte eine Vergrößerung. Alljährlich finden sich dort zum Antonifest die Bewohner Erkertshofens ein.

## Das „Erkertshofener Beuteltier“
1962 kamen bei einer wissenschaftlichen Bergung aus einem 16 Meter tiefen verfüllten Spalt über 250 Einzelzähne und mehrere Kieferteile von Beuteltieren zutage. Sie wurden als eine neue Unterart der im Alttertiär weit verbreiteten Beuteltiere, dem „Erkertshofener Beuteltier“ (Peratherium frequens erkertshofense), von Wighart von Koenigswald 1970 beschrieben. Die Spezies hat vor etwa 20 Millionen Jahren in vegetationsreichen Arealen gelebt und dürfte sich vom heutigen amerikanischen Opossum kaum unterschieden haben.

## Verkehr
Erkertshofen liegt am Limeswanderweg, einem Teilabschnitt des Deutschen Limes-Wanderwegs.

## Persönlichkeiten
- Hiltprandt Thiermayr, Bischöflicher Rat, ab 1590 Vizekanzler der Eichstätter Bischöfe
- Eugenia Thiermayer, 1625–1636 Äbtissin des Benediktinerinnenklosters St. Walburg in Eichstätt
- Thomas Thiermair († 1664), bayrisch-kurfürstlicher Leibarzt
- Pfarrer Josef Dörr, 1961 zum Ehrenbürger der Gemeinde Erkertshofen ernannt (Gedenktafel in der Kirche)

## Vereine
In Erkertshofen wirken folgende Vereine: Limesschützen, Freiwillige Feuerwehr, sowie Landjugend und Sportverein, welche gemeinsam mit der Pfarrei ein eigenes Sport- und Jugendhaus betreiben.